# Ябълко и Луки
„Ябълко и Луки“ (на английски: Apple & Onion) е британско-американски анимационен сериал на „Картун Нетуърк“. Премиерата на сериала е на 23 февруари 2018 г., а последният епизод е излъчен на 7 декември 2021 г.

## Актьорски състав
- Джордж Генди – Ябълко
- Ричард Айоади – Луки

## В България
В България сериалът е излъчен по „Картун Нетуърк“ на 3 септември 2018 г. с разписание всеки делник от 16:05 ч.
Нахсинхронен дублаж
| Роля   | Изпълнител                    |
| ------ | ----------------------------- |
| Ябълко | Живко Джуранов/Димитър Живков |
| Луки   | Александър Хаджиангелов       |

| Обработка           | студио „Про Филмс“ |
| ------------------- | ------------------ |
| Режисьор на дублажа | Евгения Ангелова   |
| Превод              | Найден Маргов      |